# Proechimys chrysaeolus
Proechimys chrysaeolus är en däggdjursart som först beskrevs av Thomas 1898.  Proechimys chrysaeolus ingår i släktet Proechimys och familjen lansråttor. IUCN kategoriserar arten globalt som otillräckligt studerad. Inga underarter finns listade i Catalogue of Life.
Denna gnagare är bara känd från ett litet område i Colombia. Troligen fortsätter utbredningsområdet fram till Karibiska havet. Proechimys chrysaeolus vistas i låglandet och i kulliga områden upp till 500 meter över havet. Habitatet utgörs av ursprungliga skogar.
Arten är aktiv på natten och den går främst på marken. Den har frukter, frön, blad och insekter som föda.